# Mohamed Szalím
Mohamed Szalím (1968. január 13. – ) emirátusi válogatott labdarúgó.

## Pályafutása

### Klubcsapatban
A Shabab Al-Ahli csapatában játszott.

### A válogatottban
Az Egyesült Arab Emírségek válogatottjával. részt vett az 1984-es és az 1988-as Ázsia-kupán, illetve az 1990-es világbajnokságon, de egyetlen mérkőzésen sem lépett pályára.